# Óscar Javier González Marcos
Óscar Javier González Marcos (Salamanca, 12 de novembre de 1982) conegut simplement com a Óscar González és un futbolista professional castellanolleonès que ocupa la posició de migcampista. Ha estat internacional espanyol en categories inferiors.

## Trajectòria
Comença a destacar al planter del Reial Valladolid. El 2001 debuta a la màxima categoria amb el primer equip, ja jugant 14 partits. A l'any següent es fa un lloc a l'onze titular. La temporada 03/04 aconsegueix 10 gols en 37 partits, però el Valladolid baixa a Segona.
Fitxa llavors pel Reial Saragossa. Al conjunt aragonès va disputar una mitjana de trenta partits en els quatre campanyes que hi va formar. Però, no va ser regular, tot alternant èpoques de titular amb altres de suplència.
El 2008, els aragonesos descendeixen a Segona Divisió i el migcampista marxa a l'Olympiakos FC de la Lliga grega.

## Palmarès

### Reial Saragossa
- Supercopa d'Espanya: 2004

### Olympiakos FC
- Lliga grega: 2008-09
- Copa grega: 2008-09